# 西尔万·维尔托德
西尔万·维尔托德（Sylvain Wiltord，1974年5月10日—）是一名已退役的法國足球运动员，司職前鋒。他的父母在他出生前從馬提尼克搬到了法國本土。
他出生於巴黎東郊的一個公社馬恩河畔訥伊，母親來自西印度群島，父親不認識。他是八個孩子之一。14歲時，他住在他27歲的妹妹的公寓裡，在那裡他照顧他2歲的侄女。

## 生平
维尔托德早年主要效力法國一些球會雷恩、波爾多。在波爾多時他已嶄露頭角，故他早於1999年已入選法國國家隊，出戰2000年歐洲國家杯。當屆法國隊殺入決賽面對意大利，最後在臨完場時攻入一球扳平，最後還協助國家隊贏得歐洲國家杯冠軍。
韋托特曾轉赴英超加盟阿森纳，在球會主要都是翼鋒角色。他曾為阿仙奴贏得2001-02年英超聯冠軍。由於陣中已擁有多名著名球员如亨利、和等等，韋托特一直都屈居於他們之後，正選位置並不固定。在2004年合約完結後，他重返法國加盟里昂。當時里昂已連贏五屆法甲聯賽冠軍，其中兩屆(2004-05、2005-06)韋托特也有協助。
韋托特至今已代表國家隊超過90次，出席過的大賽包括2002年世界杯、和2006年世界杯，其中2006年一屆法國再一次在決賽遇上意大利，但這次卻敗給意大利屈居亞軍。
因年紀漸老已失去正選，故2007年返回母會雷恩。2009年，韋托特轉投馬賽，效力了半個球季。其後一度約隱，於2010年復出加盟法乙的梅斯直到球季結束。
在卡斯特利鎮直升機空難因提早被「淘汰」，逃過一劫。

## 榮譽
- 歐洲國家杯冠軍：2000
- 洲際國家杯冠軍：2001、2003
- 法甲聯賽冠軍：1999（波爾多）、2005、2006（里昂）
- 英超聯賽冠軍：2002，2004
- 英格蘭足總杯：2002、2003

## 外部連結
- Photos & stats （页面存档备份，存于） *Statistics